# 프레디의 피자가게: 헬프 원티드
《프레디의 피자가게: 헬프 원티드》(Five Nights at Freddy's: Help Wanted, 원제: Five Nights at Freddy's VR: Help Wanted, 간단히 Help Wanted, FNaF: HW, Five Nights at Freddy's 7)는 스틸 울 스튜디오가 개발하고 스콧게임스이 배급한 2019년 가상현실 서바이벌 호러 비디오 게임이다. 프레디의 피자가게 비디오 게임 시리즈 가운데 7번째 게임이며 시간 순서로 보면 6번째 게임의 사건 이후가 배경이다. 이 게임은 2019년 5월 28일 마이크로소프트 윈도우용 오큘러스 리프트와 HTC 바이브, 그리고 플레이스테이션 4용 플레이스테이션 VR 헤드셋을 대상으로 출시되었다 . VR이 아닌 게임 버전은 2019년 12월 17일 출시되었다. VR 게임과는 달리 나중 시기에 윈도우와 플레이스테이션 4 외의 더 많은 게이밍 플랫폼에서 지원될 예정이다.
이 게임은 비평가들로부터 긍정적인 평을 받았으며 스팀의 상위 판매 가상 현실 게임 가운데 하나이다. 이름이 정해지지 않은 8번째 게임은 2020년에 출시될 예정이다.

## 게임플레이
게임은 게임 허브에서 접근이 가능한 50가지 플레이 가능한 미니게임이 포함되어 있다.

## 스토리
(※ 이 스토리는 유저들의 추측을 통합한 것입니다.)
프레디의 피자궁전이 의문의 화재로 문을 닫은 후, 이 괴담은 인터넷 상에 떠돌며 VR 게임으로 제작되게 된다. 하지만 게임을 제작하던 도중 회로가 부족하게 되었고 결국 제작자들은 프레디의 피자궁전 잔해에서 스크랩트랩(= 스프링트랩 = 윌리엄 애프튼)의 회로를 발견해 사용하게 된다. 이 과정에서 윌리엄의 영혼이 담긴 컴퓨터 바이러스가 생겨나는데, 유저들은 이를 "글리치트랩" 이라고 이름짓게 된다. 게임 상에서 등장하는 글리치 트랩은 플레이어를 노려보거나,닿으려고 시도하는 행동을 취하는 것으로 보이며 로비에 보이는 빨간 스위치를 눌러 모든 게임을 마친다면, 다른 엔딩을 볼 수 있다. 글리치트랩이 플레이어에게 바이러스를 감염 시키려고 한다. 이때 글리치트랩의 공격을 이겨내면 문 밖으로 나가게 되는 엔딩을 볼 수 있는데, 이 문은 후속작 "프레디의 피자가게: 시큐리티 브리치"에 등장하는 요소이기도 하다. 또한 글리치 트랩을 이겨내지 못하면 플레이어의 모습이 글리치 트랩으로 바뀌게 되며 이것 또한 엔딩의 종류가 된다.이스터 에그로는 게임 플레이 중간중간에 카세트 테이프가 숨겨져 있는데, 이를 모아 재생하면 일명 '카세트 걸'이라는 사람의 베타 테스터의 녹음 기록이 나오게 된다. 이 내용은 글리치트랩을 조심하라는 경고도 나와있고, 또한 글리치트랩이 확산되고 있다는 말도 나온다. 이는 후속작 "프레디의 피자가게: 시큐리티 브리치"에서도 같은 언급이 나오게 되는것을 볼 수 있다.

## 평가
이 게임은 메타크리틱에서 100점 만점 중 81점을 받으며 비평가들로부터 긍정적인 반응을 얻었다. 평론가들은 가상현실의 효율적인 이용, 시리즈의 분위기를 보존하고 시리즈의 신규 플레이어 접근이 가능하면서 새로운 매카닉을 성공적으로 도입한 일에 찬사를 보냈다. 그러나 점프 스케어(jump scare)를 자주 사용하는 일로 인해 일부 플레이어들에게는 덜 공포적이며 시간이 지남에 따라 기분이 나빠질 수 있다.